# A Szamalasz tűzhányó kitörése 1257-ben

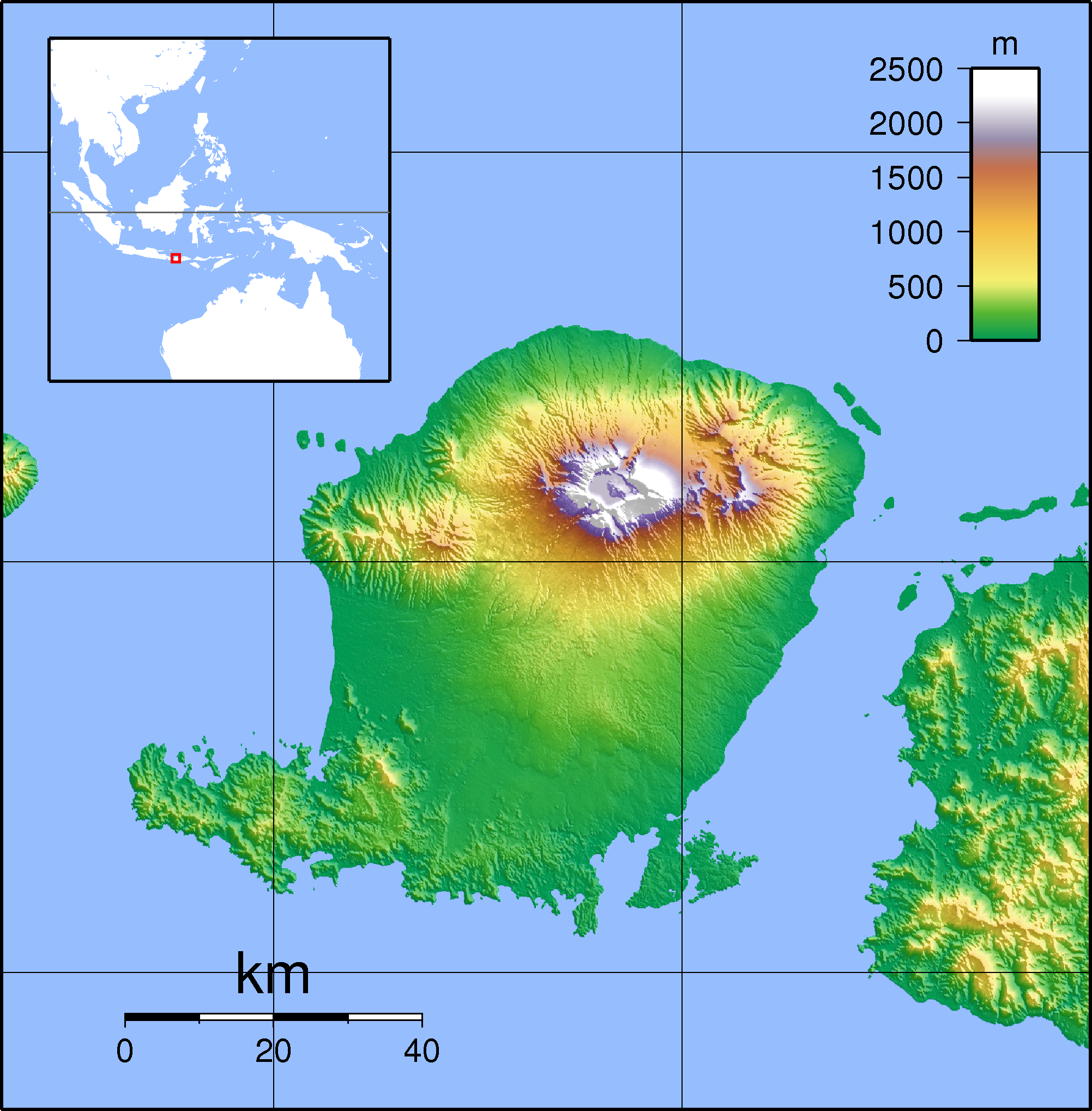
A fehér felszín és az azt határoló lila terület együtt a Szamalasz kalderája

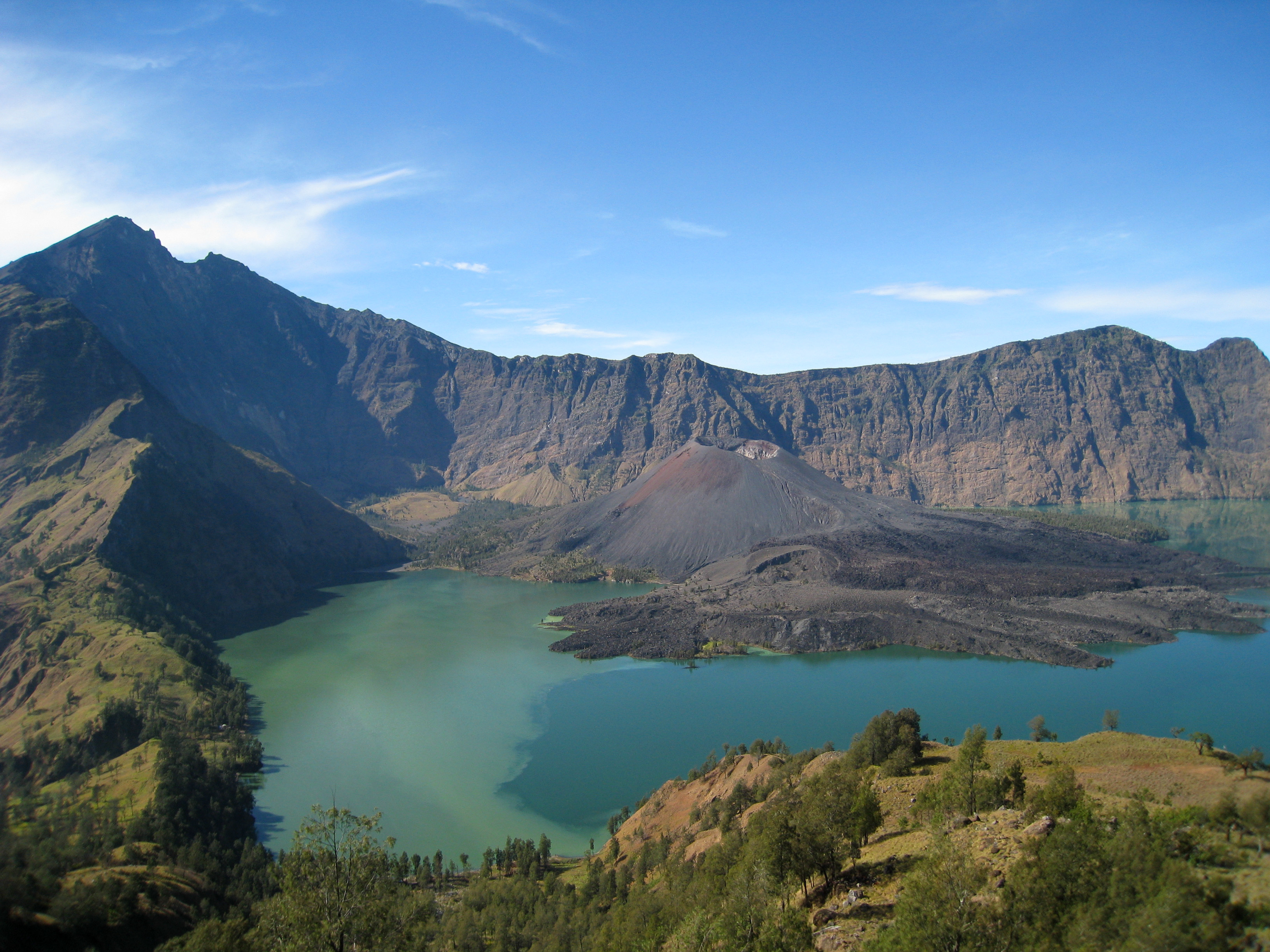
A hegy helyén a kaldera, amelyben létrejött a Segara Anak krátertó a kitörés után

A Szamalasz kitörése 1257-ben az egyik legnagyobb kitörése lehetett ennek a tűzhányónak, mely a Rindzsani hegy közelében az indonéziai Lombok szigeten állt. A kitörésben a hegy felrobbant és megsemmisült, az összeomlás után hátramaradt kalderában keletkezett a Segara Anak krátertó. Ez a kitörés valószínűleg elérte, vagy meghaladta a 7-es fokozatot a vulkánkitörési indexen, így ez lehet az egyik legnagyobb kitörés a jelenleg is tartó holocén korszakban.
A világ különböző  pontjain a jégtakarókból vett jégfuratok vizsgálata a jégmag felvételekben jelentős kénlerakódást mutatott az 1257 körüli időből. Ezekből a bizonyítékokból arra következtettek a kutatók, hogy egy hatalmas vulkánkitörés történt valahol a Földön ebben az időben. 2013-ban a tudósok bebizonyították, hogy a kitörés a Szamalasz tűzhányó felrobbanása lehetett.
A kitörés négy különböző szakaszban, váltakozva hozott létre kitörési oszlopokat, melyek több tíz kilométeres magasságba értek a felső légkörbe, majd több vulkanikus törmelékár égette fel és temette el a Lombok sziget nagy részét. A törmelékárban elpusztult minden emberi település, Pamatan városával együtt. Vulkanikus hamu esett a kitöréstől távoli Jáva szigetén is. A tűzhányó több tíz köbkilométernyi anyagot szórt szét, hatalmas szökőárt okozott. A kitörés szemtanúi pálmalevelekre jegyezték fel az eseményt, ez a Babad Lombok. Későbbi vulkáni tevékenység egy vulkáni kúpot hozott létre a kaldera közepén, ez a Barujari vulkáni kúp, amely még mindig vulkáni működést mutat.
A vulkánkitörésből tartósan és nagy mennyiségben jutottak aeroszolok a légkör különböző magasságaiba, ezzel csökkentették a Föld felszínét elérő napsugárzást, ez lehűtötte a légkört, ami több éves, vagy évtizedes éhínséghez vezetett. A korabeli feljegyzésekből kiderül, hogy a meghosszabbodott telek miatt nem lehetett időben vetni és aratni, a termés csökkent, elpusztult a hideg, a fagyok és az esők miatt Európában, de másutt is; bár ezek pontos mértékét, a hőmérsékleti eltéréseket, illetve azok következményeit a kutatók még mindig vitatják. Összehasonlító számítások alapján feltételezhető, hogy a Szamalasz magassága 4200 méter körüli volt, így ez hatalmas tűzhányó lehetett a felrobbanásakor. A kutatások és a bizonyítékok alapján lehetséges, hogy ez az óriási kitörés és ennek az időjárásra gyakorolt tartós hatásai a kis jégkorszak létrejöttéhez vezettek.

## Fordítás
Ez a szócikk részben vagy egészben  a(z)   1257 Samalas eruption című angol Wikipédia-szócikk fordításán alapul.  Az eredeti cikk szerkesztőit annak laptörténete sorolja fel. Ez a jelzés csupán a megfogalmazás eredetét és a szerzői jogokat jelzi, nem szolgál a cikkben szereplő információk forrásmegjelöléseként.